# Matti Sarmela

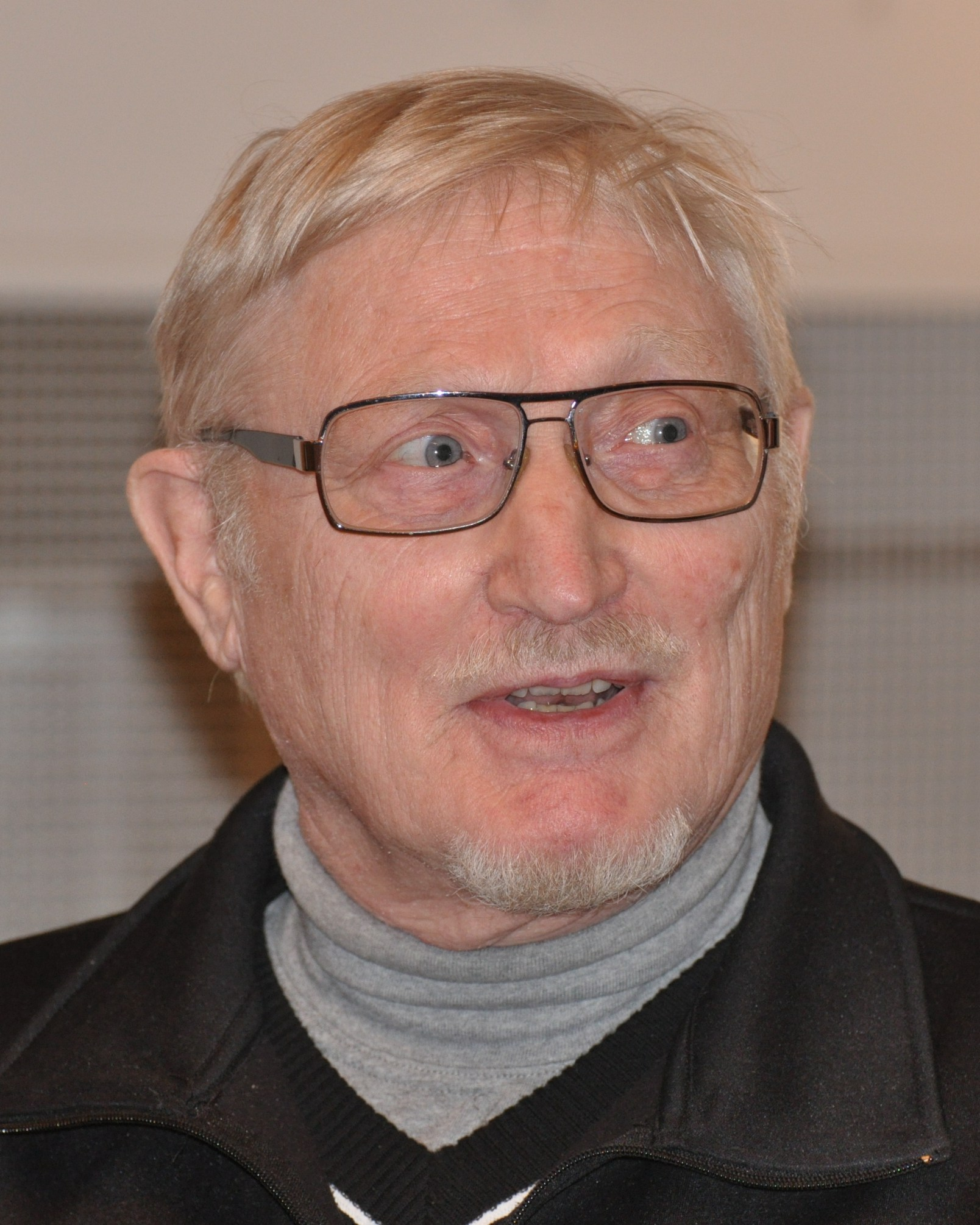
Matti Sarmela.

Matti Eljas Sarmela, född 6 april 1937 i Hollola, är en finländsk folklivsforskare och kulturantropolog.
Sarmela avlade filosofie kandidatexamen 1972 på en avhandling om folkdiktning. Han var 1962–1968 redaktör för Suomen kansankulttuurin kartasto (Atlas över Finlands folkkultur) och verkade 1973–1981 som biträdande professor i allmän etnologi vid Helsingfors universitet samt 1981–1988 som biträdande professor i socialantropologi. Han utnämndes 1988 till professor i kulturantropologi, en lärostol som inrättats tre år tidigare. Han pensionerades 2000.
Sarmela var mellan 1970 och 1990-talen sysselsatt med fältarbeten i Thailand. Hans Suomen perinneatlas (1994) beskriver med ett flertal kartor den finländska och karelska kulturen fram till bondesamhällets tid; han erhöll Fack-Finlandia 1995 för verket. Han har därtill publicerat ett tiotal andra böcker och drygt 200 artiklar om finländsk och thailändsk kultur. Han har varit med om att grunda såväl Etnografiska museet som Antropologiska sällskapet (dess första ordförande 1975) och var 1989–1997 huvudredaktör för tidskriften Suomen Antropologi – Antropologi i Finland. 